# Morastrand
Morastrand ist eine ehemalige Minderstadt (Köping) in der schwedischen Provinz Dalarnas län und der historischen Provinz Dalarna.
Morastrand liegt am Siljansee und ist der alte Name für centrala Mora, das Zentrum von Mora, umgangssprachlich als Stranden („der Strand“) bezeichnet. Am 6. Oktober 1893 wurde Morastrand innerhalb der seit 1. Januar 1863 bestehenden Landgemeinde (landskommun) Mora zu einer selbstverwalteten Siedlung (municipalsamhälle). Zum 1. Januar 1908 ging daraus die eigenständige Minderstadt Morastrand hervor. Am 1. Januar 1959 wurde die Landgemeinde in die Minderstadt eingegliedert, die zugleich in Mora (Mora köping) umbenannt wurde. Aus der Minderstadt und drei umliegenden Landgemeinden (Sollerön, Våmhus und Venjan) ging zum 1. Januar 1971 die heutige Gemeinde Mora hervor. Innerhalb dieser ist Morastrand somit Teil des Tätorts Mora.
In Morastrand befinden sich eine Kirche, das Rathaus sowie die Einkaufsstraße von Mora. Der Ort ist Endhaltestelle der Züge von Borlänge sowie der Inlandsbahn von Östersund – die Inlandsbahn bezeichnet den Haltepunkt als Mora Strand.

## Galerie

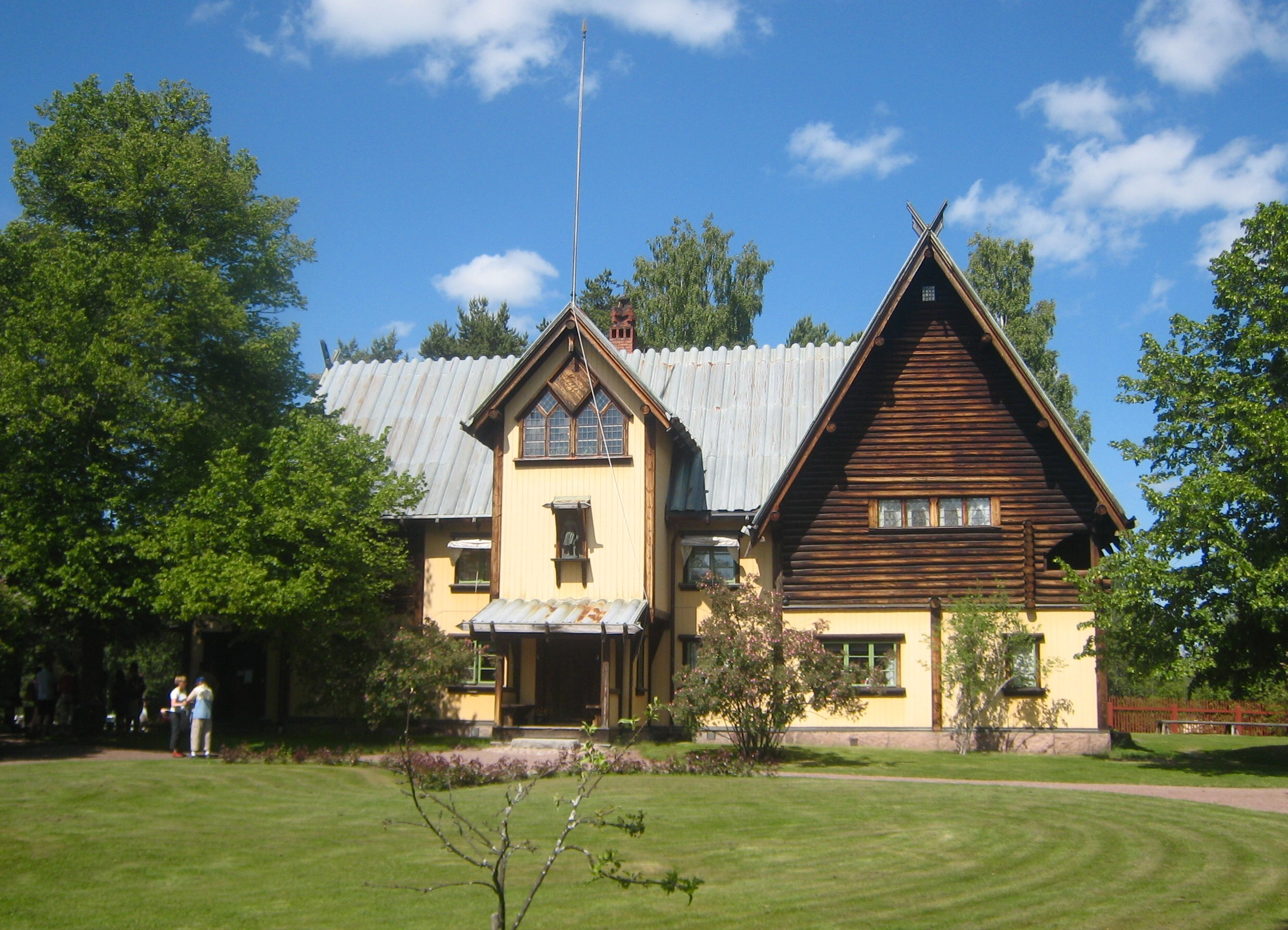
Zorngården (2010)
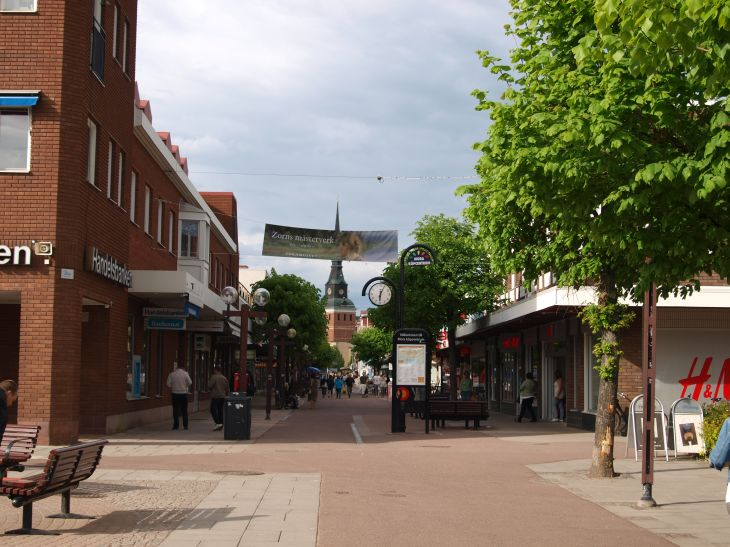
Einkaufszentrum Mora
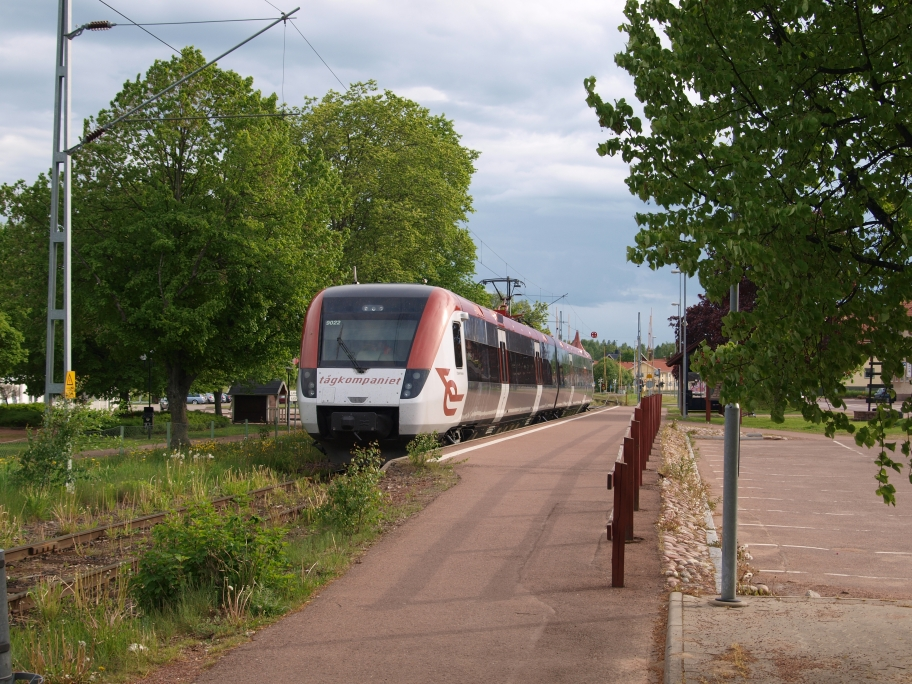
Bahnhof Morastrand
Wappen der Minderstadt Morastrand